# Игорный бизнес

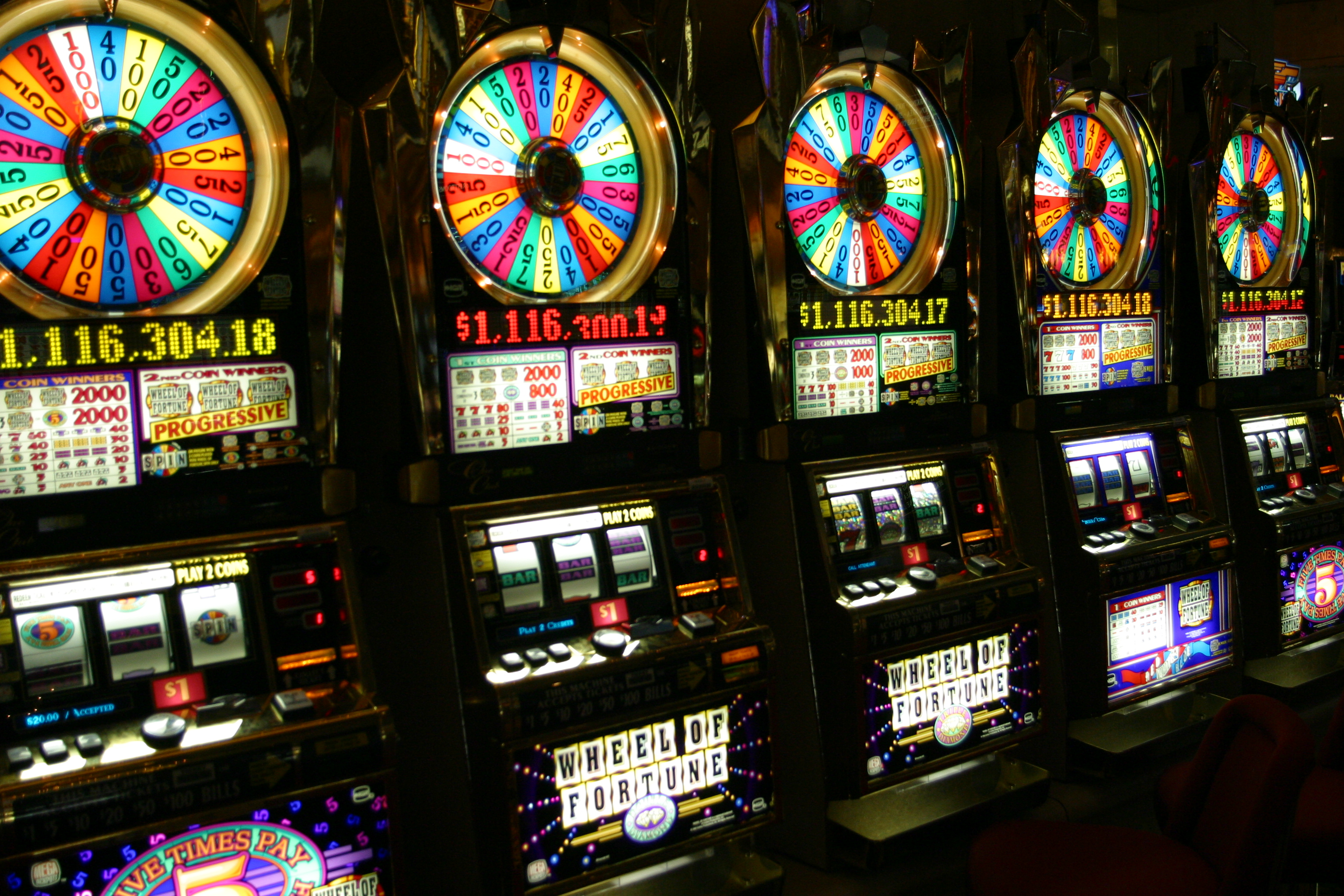
Игровые аппараты в Лас-Вегасе

Игорный бизнес (предпринимательство в области азартных игр) включает в себя:
- казино (игорный дом);
  - с игровыми столами (которые могут иметь одно или более игровое поле);
  - Интернет-казино
- залы игровых автоматов;
- букмекерские конторы;
- тотализаторы и др.;

Государство регулирует данную сферу через налог на игорный бизнес (см. Налог).
При этом распространён нелегальный игорный бизнес (см. также Неформальная экономика, Нелегальная экономика, Организованная преступность).

## В мире
В США игорный бизнес разрешён в 48 штатах и полностью под запретом в двух — штатах Юта и Гавайи. При этом в штатах, где азартные игры разрешены, действуют некоторые ограничения; например, в Миссури, Луизиане, Айове и Иллинойсе нельзя играть на «земле штата», поэтому там работают плавучие казино.
Вести игорный бизнес можно, только получив лицензию. Всего их есть три вида: ограниченная (нельзя ставить игорные столы, можно максимум 15 игровых автоматов), неограниченная и специальная (нужна, если игорный бизнес располагается в месте, которое не принадлежит владельцу бизнеса). Правовое регулирование этого бизнеса в США входит в компетенцию местной власти. Онлайн-казино и электронные букмекерские конторы долгое время были запрещены, сейчас их деятельности легализована только на территории штатов Невада, Нью-Джерси и Делавер. 

Игорный бизнес в США возник с появлением первых игорные заведений в начале XIX века (центры: Новый Орлеан, Сент-Луис, Чикаго и Сан-Франциско); роль казино выполняют салуны. Азартные игры начинают процветать, однако приход к власти президента Эндрю Джексона (с (1829 г.) и введение запрета на существование игорных заведений почти на десять лет лишает большинство казино легального статуса.
К началу XX века запрет на игорный бизнес вступает в силу практически во всех штатах; исключением оказывается лишь Невада, где в Лас-Вегасе и Рино строятся игорные дома; игорные заведения перемещаются на Кубу, где основными посетителями были граждане США. До середины 40-х годов на территории Вегаса размещаются лишь мелкие казино и отели; в 1946 году открывается игорный комплекс «Багси Сигела Фламинго», который закладывает первый камень в строительство одного из мировых игорных центров. В 1978 году лицензию на открытие казино получает Атлантик-Сити (Нью-Джерси), который на сегодняшний день занимает второе место после Лас-Вегаса среди азартных городов США.
В Польше разрешены некоторые виды игорного бизнеса (игры на удачу, ставки и игровые автоматы), для лиц старше 18 лет и только в специальных заведениях. Онлайн-казино запрещены, возможны только онлайн-ставки, которые облагаются налогом. Регулирует игорный бизнес в стране Министерство финансов, оно же выдаёт специальные лицензии.
Игорный бизнес на Украине формально был запрещен в середине 2009 года, при премьерстве Юлии Тимошенко, однако широко существовал полулегально. В июле 2020 Верховная рада приняла закон «О государственном регулировании деятельности по организации и проведению азартных игр», которым легализуется игорный рынок на Украине.
В Западной Европе:
- В Германии разрешены покер, спортивные ставки, букмекерские конторы, казино, бинго, лотереи и игровые автоматы. Игорный бизнес регулируют местные власти.
- В экономике Монако игорный бизнес занимает важную роль; разрешены все виды игр, играть можно с 18 лет (при этом, в игровые заведения запрещен доступ местным жителям, а также военным, священнослужителям, лицам в состоянии алкогольного или наркотического опьянения). Регулирует игорный бизнес в Монако Комиссия по азартным играм. Игорный онлайн-бизнес в стране не регулируется, лицензии на него не выдают.
- С 2011 года в Испании легализованы как в офлайн (казино, игровые автоматы), так и онлайн-формате. Регулированием занимается Главное Управление планирования азартных игр Испании, находящееся в ведении Министерства финансов королевства[6].

### в России
В России игорный бизнес разрешен только в специально отведенных для этого зонах — в Алтайском, Краснодарском, Приморском краях и Калининградской области.